# Ед Кларк
Едвард Емерсон Кларк (англ. Edward Emerson Clark; 4 травня 1930 — 18 червня 2025) — американський юрист і політик, який балотувався на посаду 1978 року губернатора Каліфорнії та на посаду президента США як кандидат від Лібертаріанської партії на президентських виборах 1980 року.

## Біографія
Народився 1930 року в Міддлборо, штат Массачусетс. Закінчив з відзнакою Академію Табор, Дартмутського коледжу, та здобув ступінь доктора юридичних наук у Гарвардській школі права. Перебував на дійсній службі у ВМС США з 1952 по 1954 рік у званні молодшого лейтенанта та перебував у резерві до 1965 року.
Працював корпоративним юристом в ARCO, спочатку в Нью-Йорку, а потім у Лос-Анджелесі. Спочатку був ліберальним республіканцем, але приєднався до Лібертаріанської партії після запровадження 1971 року президентом Річардом Ніксоном контролю за заробітною платою та цінами. 1972 року став першим головою Лібертаріанської партії Нью-Йорка, а з 1973 по 1974 рік очолював Лібертаріанську партію Каліфорнії.
1970 року одружився з Алісією Гарсією, керівницею текстильної компанії мексиканського походження. Вона очолювала Лібертаріанський національний комітет з 1981 по 1983 рік. Подружжя тривалий час підтримувало Лос-Анджелеську оперу.
Помер 18 червня 2025 року у 95 років.

## Губернаторська кампанія в Каліфорнії 1978 року
1978 року Кларк отримав близько 377 960 голосів, що становить 5,5 % голосів виборців, на виборах за посаду губернатора Каліфорнії. Хоча він був членом Лібертаріанської партії, у виборчому бюлетені в Каліфорнії балотувався як незалежний кандидат через закони про доступ до бюлетенів.
Ще одним фактором, що призвів до безпрецедентного (для Каліфорнії) підсумкового результату в 5,5 % голосів за Кларка, була його лібертаріанська кампанія, яка відбулася того ж року, що й успішна Пропозиція 13, яка обмежувала податки на майно, та невдала антигейська ініціатива Бріггса (Пропозиція 6). Кларк і Каліфорнійська лібертаріанська партія провадили кампанію на підтримку Пропозиції 13 та проти Пропозиції 6, це сприяло тому, що на виборчі дільниці прийшли люди, схильні підтримувати кандидата від лібертаріанської партії.
Програв перегони Джеррі Брауну, який отримав 56,0 % голосів. Кандидатка від республіканської партії Евелл Янгер отримала 36,5 % голосів.

## Президентська кампанія 1980 року
1979 року Кларк здобув номінацію на президентських виборах від Лібертаріанської партії на з'їзді партії в Лос-Анджелесі. Він опублікував книгу про свої програми «Новий початок» зі вступом Юджина Маккарті. Під час кампанії Кларк позиціював себе як кандидата миру та наголошував на значних скороченнях бюджету та податків і на взаємодії з лібералами і прогресистами, незадоволених відновленням реєстрації вибіркової служби та гонкою озброєнь з Радянським Союзом. Кларка схвалила газета «Peoria Journal Star» міста Пеорія, штат Іллінойс.
У телевізійному інтерв'ю Кларк підсумовуючи лібертаріанство, він використав фразу «низькоподатковий лібералізм», що викликало певне збентеження серед традиційних теоретиків лібертаріанства, зокрема Мюррея Ротбарда. Зміщення поглядів Кларка до центризму ознаменувало початок розколу в Лібертаріанській партії між поміркованою фракцією на чолі з Едом Крейном і радикальною фракцією на чолі з Ротбардом. 1983 року поміркована фракція покинула партійний з'їзд після того, як номінацію на президентських виборах 1984 року отримав Девід Бергланд.
Кандидатом у віцепрезиденти 1980 року Еда Кларка був Девід Кох з Koch Industries, який пожертвував частину свого особистого статку на кампанію за висунення кандидата на посаду віцепрезидента, що дозволило кампанії Кларка/Коха значною мірою фінансувати себе та провадити рекламу на національному телебаченні.
Кларк отримав 921 128 голосів (1,1 % від загальної кількості голосів по країні); найбільша кількість і відсоток голосів виборців, які кандидат від Лібертаріанської партії колись отримував у президентських перегонах на той момент. Найсильніша підтримка була на Алясці, де він посів третє місце з 11,7 % голосів, випередивши незалежного кандидата Джона Андерсона й отримавши майже вдвічі менше голосів, ніж Джиммі Картер. Рекорд Кларка за найбільшу кількість голосів, отриманих кандидатом у президенти від партії Лібертаріанців, протримався 32 роки, поки 2012 року його не побив Гері Джонсон. Його відсоток голосів за лібертаріанців у 1,1 % посідає третє місце після 3,3 % Джонсона 2016 року та 1,2 % Джо Йоргенсен 2020 року.